# Parti ouvrier français
Le Parti ouvrier (PO), plus tard renommé Parti ouvrier français (POF), est un parti politique socialiste français de la Troisième République, le premier parti marxiste en France, qui a existé de 1882 à 1902.
Parti révolutionnaire, il avait pour but d'abolir le capitalisme et de fonder une société socialiste et communiste.

## Histoire du Parti ouvrier
En 1878, le Congrès ouvrier de Lyon se constitue en parti, la Fédération du parti des travailleurs socialistes de France (FPTSF). Une première scission intervient dès 1881, lorsqu'Édouard Vaillant, d'inspiration blanquiste, fonde le Comité révolutionnaire central (CRC). Une seconde scission intervient en 1882 à la suite du Congrès ouvrier de Saint-Étienne. Elle oppose les « possibilistes », socialistes réformistes d'inspiration proudhonienne, qui forment la Fédération des travailleurs socialistes, et les guesdistes, d'inspiration marxiste, dont les 23 délégués se retirent du congrès. Ils se rassemblent à Roanne en septembre 1882 et créent le Parti ouvrier (PO).
En 1882, Jules Guesde fonde le « Parti ouvrier » avec Paul Lafargue. En 1888, face au boulangisme, les guesdistes adoptent une fausse neutralité, restant en dehors de l'aventure mais renvoyant dos à dos le boulangisme et la République, tandis qu'ils estiment que la position antiboulangisme est une trahison du socialisme. Les guesdistes ne voient pas en Boulanger un danger mais plutôt une opportunité de déstabilisation du régime pour prendre le pouvoir. Au cours de l'année, les guesdistes sont en croissance dans plusieurs villes de France, et prennent les municipalités de Narbonne et Saint-Etienne lors des élections municipales de mai
En 1893, le Parti ouvrier devient le Parti ouvrier français.
Le POF enregistre des succès électoraux aux élections municipales de 1892 (victoire à Roubaix, Montluçon, Commentry, Narbonne…) puis aux élections législatives de 1893 à la suite desquelles cinq de ses membres sont élus députés :
Jules Guesde dans le Nord, Antide Boyer, dans les Bouches-du-Rhône, René Chauvin, dans le département de la Seine, Antoine Jourde en Gironde, Charles Sauvanet, dans l'Allier.
Certains membres du POF, oubliant momentanément l'objectif de la révolution, en viennent à penser que le socialisme est possible par la voie électorale (voir le banquet et le programme de Saint-Mandé le 30 mai 1896).
Lors des élections législatives de 1898, Jules Guesde est battu dans le Nord, comme Chauvin dans la Seine. Mais parmi les 40 élus socialistes de toutes tendances, entre 13 et 15 appartiennent au POF :
Jean-Baptiste Bénézech dans l'Hérault, Antide Boyer (réélu), Maximilien Carnaud, Bernard Cadenat, tous trois dans les Bouches-du-Rhône, Jacques Dufour dans l'Indre, Prosper Ferrero, dans le Var, Ernest Ferroul dans l'Aude, Antoine Jourde réélu en Gironde, Philippe Krauss et Henri Palix dans le Rhône, Hégésippe Jean Légitimus en Guadeloupe, Ulysse Pastre, dans le Gard, Charles Sauvanet réélu dans l'Allier, Alexandre Zévaès, dans l'Isère.
En 1899, la crise au sein du socialisme provoquée par la participation d'Alexandre Millerand au Gouvernement Waldeck-Rousseau pousse le POF à retourner à sa pureté doctrinale révolutionnaire (manifeste de l'été 1899). Cependant la majorité de ses députés ne le suivent pas, et sont exclus ou quittent le Parti. Claude Willard chiffre à cinq, ceux qui restent en 1900, dont deux « donnent des signes d'abandon ». Selon la plupart des historiens, le parti aurait alors perdu de son influence. Ainsi lors des élections législatives de 1902 (12 députés pour le Parti socialiste de France (PSdF) héritier du POF) il ne retrouve nationalement que les deux tiers des voix obtenues aux élections de 1898.
En 1902, le POF fusionne avec le Parti socialiste révolutionnaire (blanquiste) et l'Alliance communiste révolutionnaire pour former le Parti socialiste de France, initié en 1901 sous le nom d'Unité socialiste révolutionnaire.
En 1905, le Parti socialiste de France fusionne avec le Parti socialiste français de Jean Jaurès pour former la Section française de l'Internationale ouvrière (SFIO).

## L'anatomie du Parti ouvrier français

### Les adhérents, les électeurs
En 1889, les adhérents sont 2 000. En 1893, ils sont 10 000. À son apogée, vers 1898, ils seraient 16 000.
Les électeurs , de 25 000 en 1889, croissent à 160 000 en 1893, puis à 295 000 en 1898, soit à cette date 2,7 % des électeurs inscrits et 40 % des suffrages socialistes.

### La sociologie
60 % des adhérents sont des travailleurs industriels (textile, métallurgie, bâtiment). 17 % sont des commerçants (détaillants alimentaires, cabaretiers), 7 % sont des paysans propriétaires (notamment vignerons, horticulteurs).
Claude Willard distinguent trois grandes zones géographiques d'implantation :
- « Le Nord industriel de la France » : les départements du Nord, et du Pas-de-Calais, où se trouve la moitié des effectifs du parti, l' Aube.
- « La France du Midi » : les départements des Bouches-du-Rhône, du Gard, de l'Hérault, de l'Aude, de la Gironde.
- « La France du Centre-Est » : les départements de la Loire, de l'Allier, de l'Isère, du Rhône.

## Quelques membres importants
- Jules Guesde (1845-1922), membre fondateur, député.
- Paul Lafargue (1842-1911), gendre de Karl Marx, député.

- Albert Bedouce (1869-1947), membre dès 1891, premier maire socialiste de Toulouse, député socialiste de la Haute-Garonne, et Ministre des Travaux Publics du Front populaire, dans le Gouvernement Léon Blum.
- Jean-Baptiste Bénézech (1852-1909), ouvrier typographe, député de l'Hérault (1898-1909), président de la chambre syndicale des ouvriers typographes.
- Alexandre Bracke-Desrousseaux (1861-1955), fils du chansonnier lillois Alexandre Desrousseaux, universitaire (philosophie grecque), futur député SFIO.
- Henri Briffaut (1857-1938), député du Nord 1924-1928, conseiller général, maire de Wattrelos.
- Marcel Cachin (1869-1958), membre dès 1891, futur député, sénateur communiste et directeur de L'Humanité (1918-1958).
- Bernard Cadenat (1853-1930), cordonnier, député des Bouches-du-Rhône (1898-1919 et 1924-1930), maire de Marseille (1910-1912).
- Edme Charles Chabert (1818-1890), membre fondateur, ouvrier graveur.
- René Chauvin (1860-1936), coiffeur, député de la Seine (1893-1898), fondateur de la chambre syndicale des ouvriers coiffeurs. En 1914, il quitte la SFIO pour fonder un petit parti ouvrier prônant le retour à la lutte des classes.
- Adéodat Compère-Morel (1872-1941), horticulteur, futur député SFIO, (1909-1936) et directeur de l'Encyclopédie socialiste syndicale et coopérative de l'Internationale ouvrière (1912-1921).
- Gustave Delory (1857-1925), élu maire de Lille en 1896, un des premiers maires socialistes d'une grande ville.
- Simon Dereure (1838-1900), ancien membre du conseil général de la Commune de Paris.
- Gabriel Deville (1854-1940), député.
- Prosper Ferrero (1849-1927), député du Var, en 1898-1910, maire de Toulon (1893), vice-président du conseil général (1914-1915).
- Philippe Krauss (1864-1904), député.
- Hubert Lagardelle (1875-1968), syndicaliste révolutionnaire.
- Raymond Lavigne (1851-1930), syndicaliste, secrétaire de la Fédération girondine.
- Pierre Mélin (1863-1929), luthier, vice-président des Prud'hommes de Valenciennes, député.
- Ernest Montusès (1880-1927), journaliste.
- Ulysse Pastre (1864-1930), instituteur, député de Gard (1898-1910).
- Aline Valette (1850-1899), institutrice, secrétaire du parti de 1896 à sa mort.
- Désiré Verhaeghe (1874-1927), médecin et adjoint au maire de Lille.
- Alexandre Zévaès (1873-1953), député de l'Isère (1898-1910).
- Achille Leroy (1841-1928), ouvrier typographe,